# Шулик Надія Митрофанівна
Наді́я Митрофа́нівна Шули́к (27 березня 1922, Петриківка — 1992) — українська радянська майстриня народного декоративного розпису, зокрема петриківського; член Спілки радянських художників України. Лауреатка республіканської премії ЛКСМУ імені Миколи Островського за 1979 рік; заслужений майстер народної творчості УРСР з 1981 року.

## Життєпис
Народилася 27 березня 1922 року в селі Петриківці (нині селище міського типу Дніпровського району Дніпропетровської області, Україна). Протягом 1937—1939 років працювала в артілі «Вільна селянка» вишивальницею; у 1939—1941 навчалася у Тетяни Пати в Петриківській школі декоративного малювання.
До і після німецько-радянської війни виконувала альфрейні роботи. З 1958 року працювала майстром петриківського розпису на фабриці «Дружба». Член КПРС з 1968 року. Упродовж 1970—1992 років працювала в Експериментальному цеху петриківського декоративного розпису. Мешкала у смт Петриківці в будинку на Колгоспному провулку, № 1. Померла у 1992 році.

## Творчість
Творила в галузях вишивки, розпису на папері і дереві та альфрейного розпису. Серед робіт:
- панно «Букет» (1960);
- «Полуниці» (1961);
- «Квіти» (1961);
- «Ювілейна пластина» (1961);
- шкатулка (1963);
- панно «І на оновленій землі…» (1964);
- панно «Хай завжди буде сонце» (1965, темпера);
- панно «Земля моя» (1966, темпера);
- панно «50 героїчних літ» (1966, темпера);
- скринька «Розквітай, Радянська державо» (1966);
- скринька «Слава Жовтню» (1966);
- «Тарілка з птахом» (1968);
- «Союз нерушимий» (1972);
- «Кучерявки» (1980);
- «Квіти мого дитинства» (1981);
- «Осіннє» (1981);
- «Веселі барви» (1981).

Виконала оформлення експозиції УРСР в Україні та за кордоном, монументальні роботи в оформленні інтер'єрів за ескізами Федора Панка, зокрема:
- актової зали Дніпродзержинського державного інституту азотної промисловості;
- їдальні воєнно-ремонтного заводу;
- ресторану «Маяк»;
- кімнати творчих зустрічей Будинку художників;
- готелю «Либідь».

Очолювала бригаду петриківців, які працювали над створенням розписів у магазині іграшок «Казка».
Брала участь у всеукраїнських виставках з 1960 року. Окремі роботи зберігаються у Музеї етнографії та художнього промислу у Львові, Дніпровському художньому музеї.